# Молокьо
Молокьо (італ. Molochio, сиц. Mulochiu) — муніципалітет в Італії, у регіоні Калабрія,  метрополійне місто Реджо-Калабрія‎.
Молокьо розташоване на відстані близько 500 км на південний схід від Рима, 85 км на південний захід від Катандзаро, 40 км на північний схід від Реджо-Калабрії.
Населення — 2591 особа (2014).

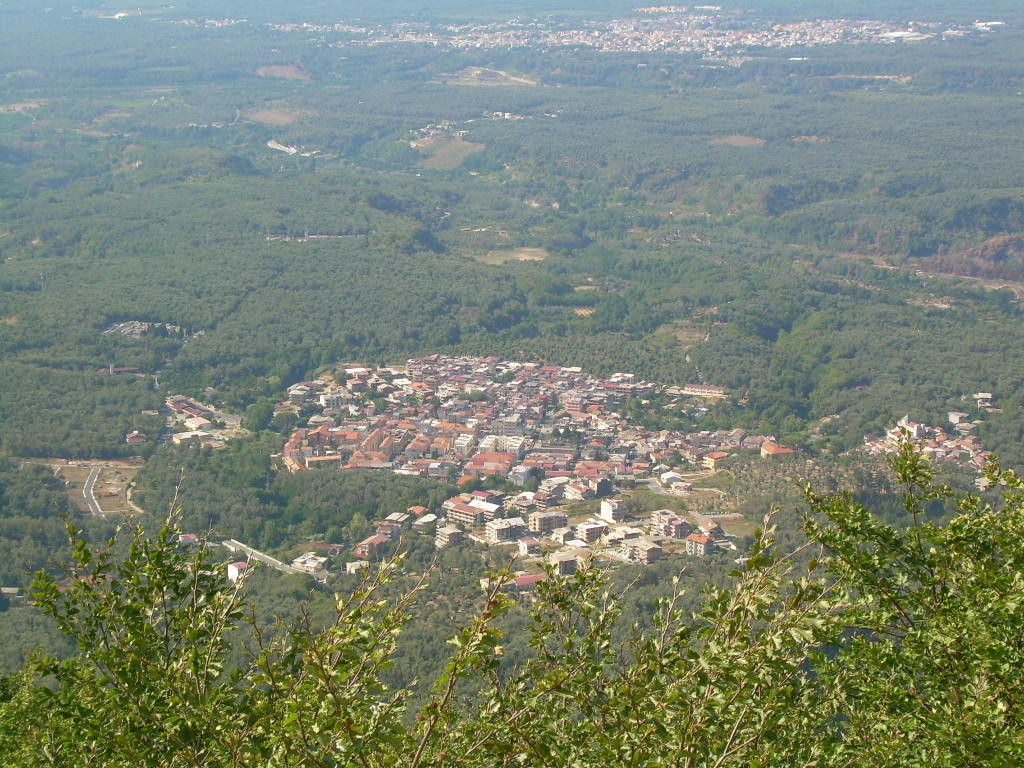

Щорічний фестиваль відбувається 19 березня. Покровитель — San Giuseppe.

## Демографія
Населення за роками:

Станом на 1 січня 2023 року в муніципалітеті офіційно проживало 46 іноземців з 8 країн, серед них 39 громадян країн Євросоюзу та 1 громадянин України.

## Сусідні муніципалітети
- Чиміна
- Читтанова
- Тауріанова
- Терранова-Саппо-Мінуліо
- Вараподіо